# Hrastovsko
Hrastovsko – wieś w Chorwacji, w żupanii varażdińskiej, w mieście Ludbreg. W 2011 roku liczyła 760 mieszkańców.